# Lista teatrelor din Chișinău
Lista teatrelor din Chișinău cuprinde următoarele instituții teatrale din Chișinău:
- Teatrul Național de Operă și Balet „Maria Bieșu”
- Teatrul Național Dramatic Rus „Anton Cehov”
- Teatrul Național „Mihai Eminescu”
- Teatrul Republican „Luceafărul”
- Teatrul Republican de Păpuși „Licurici”
- Teatrul dramatic municipal „Pe strada Trandafirilor”
- Teatrul Municipal de Păpuși „Guguță”
- Teatrul „Geneza Art”
- Teatrul „Eugène Ionesco”
- Teatrul „Alexei Mateevici”
- Teatrul „Satiricus”
- Teatrul Fără Nume